# 北条佳奈
北条 佳奈（ほうじょう かな、1988年9月17日 - ）は、日本の元グラビアアイドル、元女優。岩手県九戸郡野田村出身。元ヒロプロジェクト所属。本名・小野寺佳奈。岩手県立久慈高等学校卒業。
特技は、縄跳び、フラフープ、どこでも寝られること。趣味は、テニス、可愛い子探し、ショッピング、雑誌を見ること。フルーツキャンディの中ではブドウ味が好き。
2020年7月11日に自身のTwitterにて同年8月2日を最後に芸能界を引退することを発表し、同日のラストライブを以って引退した。

## 出演

### TV
- 美しき青木・ド・ナウ（テレビ朝日）
- テイクミーアウト（TBS、2010年1月）
- お願い!ランキング（テレビ朝日）
- ぐるぐるナインティナイン（日本テレビ、2010年6月10日）
- ビキスポ（MONDOTV）
- 家電's Walker（BS11、2013年7月25日、8月1日）
- 神ノ牙-JINGA-　episode 05 「 混迷／教示 」（東京MX,BS11,2018年11月8日、 ファミリー劇場,2018年11月11日  ）- キャバ嬢 役

### ラジオ
- サニチルのスーパーラジオ（かわさきFM）
- ぐらび屋（レインボータウンFM、2011年4月 - ）
- 渋谷のラジオ 渋谷のサンデー〜神ニの愉快な仲間たち〜（2018年6月17日）

### 映画
- 夢悪魔 -閉ざされた心- （2010年8月28日リリース、主演：笠原智香役、ZENピクチャーズ、作品番号：ZMX-22）

### イメージDVD
- ハートがピンチ（2010年7月23日発売、竹書房）
- NEW KISS（2010年11月26日発売、スパイスビジュアル）
- ボクの彼女（2011年10月25日発売、スパイスビジュアル）

### 楽曲
- 真夏の夜の恋 (2018年10月30日発売、コマコマ倶楽部＠エイジセレクトさうんどとらっく、TOYOMARU　MUSIC)

### 雑誌
- スコラ 4月号（2010年2月25日発売、グッズ紹介ページ、スコラマガジン）
- Bejean 4月号（2010年3月14日発売、白娘隊、GOT）
- スコラ 6月号（2010年4月25日発売、スコラマガジン）
- KISSUI 8月号（2010年6月29日発売、GOT）
- Chuスペシャル 8月号（2010年6月30日発売、ワニマガジン社）
- アサヒ芸能月間エンタメ 8月号（2010年6月30日発売、徳間書店）
- 特冊新撰組DX 8月号（2010年7月6日発売、竹書房）
- 週刊実話 7月29日号（2010年7月15日発売、日本ジャーナル出版）
- ドカント 8月号（2010年7月16日発売、デジタルスタイル）
- ヤングアニマル 17号（2010年8月27日発売、白泉社）
- ヤングアニマル嵐 10号（2010年9月3日発売、白泉社）

### 舞台
- C調バトら〜ず
- ぐつぐつ（つみれ役、一歩堂、2010年1月28日公演）
- らめらめ（いーちゃん役、チームIMAGINE、2010年5月19日公演）
- 「シンデレラは生きていた」改め「子鹿のゾンビは可愛いな」のオーディション（ゲスト出演：キュートなゾンビ役、一歩堂、2010年9月9日・13日公演）
- 落下ガール（2011年2月3日 - 6日、渋谷区文化総合センター大和田・伝承ホール） - 山口みちる 役（ダブルキャスト、光組）
- メディアゲート「ハムレッツ!!〜To be or not to be〜」（2012年4月10日 - 15日、池袋シアターグリーン BASE THEATER）
- IMAGINE 9.11（2012年9月25日 - 28日、中野区民ホール　野方WIZ）- キャシー 役
- アイイジョウ（2019年3月13日 - 17日、劇場MOMO）- ヒロイン 川上美憂 役

### Web
- ガールズ・トレイン（あっ!とおどろく放送局）
- ヒゲ剃りクイーンコンテスト（フィリップス主催）
- ゆったりライブ（スマホアプリCHECK）（2019年6月29日）

### パンフレット
- 明星大学（福島県）

### イベント
- 格闘技イベント「DEEP X」ラウンドガール（スコラガール、DEEP、2010年2月6日）

### パチンコ
- CRコマコマ倶楽部@エイジセレクト（2018年11月、豊丸産業）Around30 Cast

## グループ活動
- アイドルユニットKNU23メンバー（2010年8月 - 、1期生、クラスX所属）
- VIC:CESSのメンバー「KANA」としても活動。